# Xystrocera buquetii
Xystrocera buquetii är en skalbaggsart som beskrevs av Thomson 1858. Xystrocera buquetii ingår i släktet Xystrocera och familjen långhorningar.
Artens utbredningsområde är Gabon. Inga underarter finns listade i Catalogue of Life.